# Shelby, Mississippi
Shelby är en ort i Bolivar County i Mississippi. Vid 2020 års folkräkning hade Shelby 2 021 invånare.